# Тимофеево (Дмитровский городской округ)
Тимофеево — деревня в Дмитровском районе Московской области, в составе сельского поселения Куликовское. Население — 20 чел. (2010). До 1954 года — центр Тимофеевского сельсовета. В 1994—2006 годах Тимофеево входило в состав Куликовского сельского округа.

## Расположение
Деревня расположена на северо-западе центральной части района, примерно в 13 км к северо-западу от Дмитрова, на правом берегу верховьев реки Пешноша (правый приток Яхромы), высота центра над уровнем моря 138 м. Ближайшие населённые пункты — Банино на противоположном берегу реки, Клюшниково и Давыдково на юге.

## Население
| 2002 | 2006 | 2010 |
| ---- | ---- | ---- |
| 7    | →7   | ↗20  |